# Yelena Vodorézova
Yelena Gérmanovna Vodorézova, conocida actualmente por su nombre de matrimonio Yelena Buyánova (en ruso: Елена Германовна Водорезова, Елена Буянова; Moscú, 21 de mayo de 1963) es una ex-patinadora y entrenadora de patinaje artístico sobre hielo rusa. Representó a la Unión Soviética, ganadora de la medalla de bronce del Campeonato del Mundo de 1983 y tres veces medallista del Campeonato Europeo.

## Carrera
Fue entrenada por Stanislav Zhuk en un club deportivo de las fuerzas armadas en Moscú, representó a la Unión Soviética en los Juegos Olímpicos de invierno de 1976 y ganó la medalla de bronce en el Campeonato Europeo de 1978. Debido a la artritis, dejó de competir entre los años 1979 hasta 1981.
En su segundo Campeonato Europeo en 1982, ganó la medalla de bronce y la plata el año siguiente. Ganó la medalla de bronce en el Campeonato del Mundo de 1983 y quedó en el octavo lugar en los Juegos Olímpicos de invierno de 1984, año en el que se retiró del patinaje competitivo. Comenzó a entrenar en el club de patinaje CSKA Moscow en Moscú junto con la coreógrafa y entrenadora Irina Tagaeva.
Algunos de sus estudiantes han sido:
- Adelina Sotnikova[6]
- Maxim Kovtun[7]
- Elene Gedevanishvili[4]
- Artem Borodulin[4]
- Aleksandr Samarin
- Adian Pitkeev
- Alexandra Proklova

Sus actuales estudiantes son:
- Yelena Radionova[2]
- Mariya Sótskova (desde 2016)[2]
- Polina Tsurskaya (desde mayo de 2018)
- Anastasiia Gubanova

### Resultados como patinadora
| Internacional         | Internacional | Internacional | Internacional | Internacional | Internacional | Internacional | Internacional |
| Evento                | 75–76         | 76–77         | 77–78         | 79–80         | 81–82         | 82–83         | 83–84         |
| --------------------- | ------------- | ------------- | ------------- | ------------- | ------------- | ------------- | ------------- |
| Juegos Olímpicos      | 12th          |               |               |               |               |               | 8th           |
| Campeonatos mundiales | 11th          | 7th           | 6th           | WD            | 5th           | 3rd           |               |
| Campeonato europeo    | 8th           | 5th           | 3rd           |               | 3rd           | 2nd           | WD            |
| Premio de Moscú       | 1st           | 1st           |               |               |               |               |               |
| Nacional              |               |               |               |               |               |               |               |
| Campeonato soviético  | 1st           | 1st           |               | 1st           | 1st           | 1st           |               |
| WD = Abandonado       |               |               |               |               |               |               |               |